# Пірекуа
Пірекуа (пурепеча) — пісенна форма пурепеча (Мічоакан, Мексика). Співак пірекуа, pirériecha, може бути чоловіком або жінкою, соло або в супроводі, а пірекуа може виконуватися інструментально. Pirériechas діють як соціальні посередники та «висловлюють почуття та повідомляють про події, важливі для спільнот пурепеча».
Ансамблі пірекуа зазвичай включають «дві-три гітари, струнні та духові, [і] невеликий духовий оркестр, або [піреріча] без супроводу». Виконується з «м'яким ритмом», як правило, сонами (3/8 разів) або абахенос (6/8 разів), жанр поєднує в собі вплив африканських, європейських і корінних американців. Пірекуа пов'язаний із соном і вальсом, і Генрієтта Юрченко вказує, що і сон, і пірекуа є повільним потрійним метром, що виконується як дуети, показуючи ритмічну послідовність проти фіксованих моделей в акомпанементі та використовуючи два-три акорди (I-IV-V) у мажорі або мінорі з невеликою модуляцією.
Сюжети текстів пірекуа варіюються «від історичних подій до релігії, соціальних і політичних думок, любові та залицянь, широко використовуючи символізм». У текстах часто використовуються квіти як символи жіночності, пристрасті та місцевої ідентичності. У той час як сонес зазвичай співають іспанською мовою, пірекуа зазвичай співають у пурепечі, і в той час як сонес тяжіє до повсякденного життя, пірекуа більше схильний до поетичного вираження світогляду пурепеча.